# 富山県道105号山崎草野線
富山県道105号山崎草野線（とやまけんどう105ごう やまざきくさのせん）は、富山県下新川郡朝日町内を通る一般県道である。

## 概要

### 路線データ
- 起点：富山県下新川郡朝日町山崎字山の鼻（富山県道45号黒部朝日公園線交点）
- 終点：富山県下新川郡朝日町草野字郡田（富山県道60号入善朝日線交点）
- 実延長：2,326m

## 歴史
- 1960年（昭和35年）4月23日 - 認定[1]
  - 路線名：一般県道105号長野草野線
  - 起点：下新川郡朝日町長野
  - 終点：下新川郡朝日町五箇庄字草野
- 1977年（昭和52年）3月1日 - 県道の路線認定の一部改正[2]
  - 路線名：一般県道105号山崎草野線
  - 起点：下新川郡朝日町山崎
  - 終点：下新川郡朝日町五箇庄字草野

## 地理

### 通過する自治体
- 富山県
下新川郡朝日町

## 交差する道路
- （起点：朝日町山崎字山の鼻）
- 富山県道45号黒部朝日公園線（朝日町山崎字山の鼻（起点） - 朝日町山崎字岩崎で重複）
- 富山県道106号北羽入入善線（朝日町山崎字岩崎）
- 富山県道102号山崎泊線（朝日町南保字中村 - 朝日町長野で重複）
- 富山県道13号朝日宇奈月線（桜町交差点 - 朝日町桜町で重複）
- 富山県道101号大家庄東草野線（朝日町月山字五箇庄）
- 国道8号（月山西交差点）
- 富山県道60号入善朝日線（終点：朝日町草野字郡田）

### 沿線
- 北陸自動車道 朝日インターチェンジ
- あいの風とやま鉄道線 泊駅
- 朝日町消防署消防本部
- 朝日桜町郵便局
- 日東紡績 泊事業センター
- ショッピングセンターアスカ